# Hans Asmussen

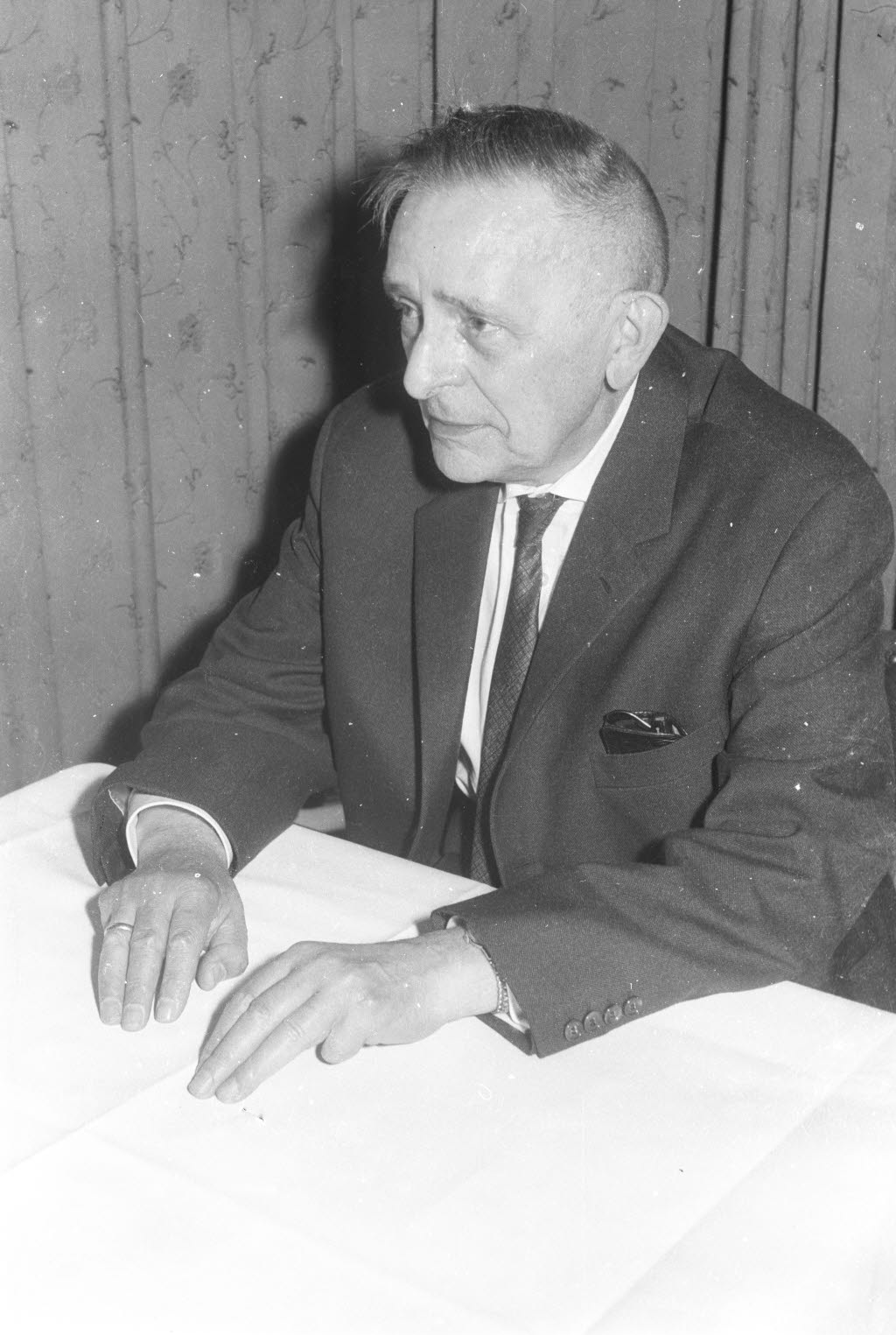
Propst i. R. Hans Asmussen (1963)

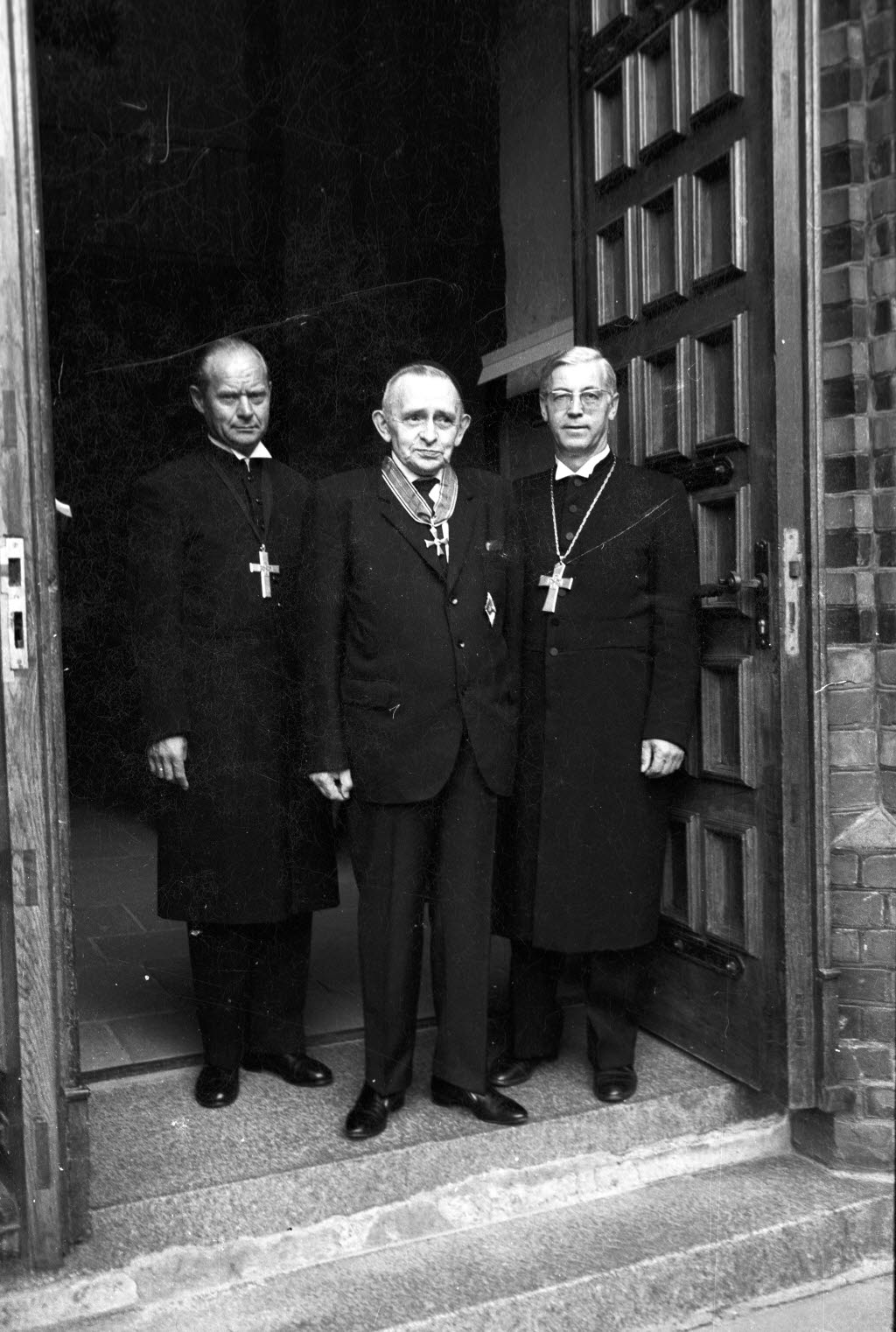
Hans Asmussen (Mitte) 1968 in Kiel mit Propst Bertold Kraft (links) und Bischof Friedrich Hübner (rechts)

Hans Christian Asmussen (* 21. August 1898 in Flensburg; † 30. Dezember 1968 in Speyer) war ein deutscher lutherischer Theologe und evangelischer Pfarrer. Er spielte seit 1933 eine führende Rolle in der Bekennenden Kirche und später in der Evangelischen Kirche in Deutschland (EKD).

## Leben

### Bis 1933
Asmussen, Sohn eines Schulleiters, besuchte das Gymnasium in Flensburg und studierte nach dem Einsatz als Frontsoldat im Ersten Weltkrieg von 1919 bis 1921 Evangelische Theologie an den Universitäten Kiel und Tübingen. Anschließend wurde er Vikar und später Hilfsgeistlicher am Diakonissenhaus in Flensburg. 
1925 übernahm er eine Pfarrstelle an der St.-Remigius-Kirche in Albersdorf. Nach der Blutnacht von Wöhrden fand die Trauerfeier eines der gestorbenen SA-Männer in Albersdorf statt, an der auch Adolf Hitler teilnahm. 1932 wechselte Asmussen, resigniert vom Erfolg der NSDAP in Albersdorf, auf die 2. Pfarrstelle der Hauptkirche St. Trinitatis in Altona.

### Kirchlicher Widerstand gegen den Nationalsozialismus
Nachdem beim sogenannten Altonaer Blutsonntag im Juli 1932 18 Personen bei Straßenkämpfen zwischen SA, Kommunisten und preußischer Polizei ums Leben gekommen waren, gehörte Asmussen zu den Hauptautoren des am 11. Januar 1933 veröffentlichten Wort und Bekenntnis Altonaer Pastoren in der Not und Verwirrung des öffentlichen Lebens, das als Altonaer Bekenntnis in die Geschichte einging. Dieses Bekenntnis gilt als ein Vorbote der späteren und berühmteren Barmer Theologischen Erklärung. 
Nach dem Sieg der Deutschen Christen bei den Kirchenwahlen 1933 in der schleswig-holsteinischen Landeskirche wurde Asmussen als deren erklärter Gegner suspendiert und 1934 in den vorzeitigen Ruhestand geschickt. Asmussen zog nach Berlin und übernahm führende Aufgaben in der aus dem im September 1933 gegründeten Pfarrernotbund heraus entstehenden Bekennenden Kirche. Er gehörte dem Reichsbruderrat der BK an, konzipierte mit Karl Barth und Thomas Breit die Barmer Theologische Erklärung und hielt bei der ersten Barmer Bekenntnissynode 1934 das Einbringungsreferat.
1935 wurde Asmussen Gründer und erster Leiter der am 1. November 1935 eröffneten und am selben Tage verbotenen Kirchlichen Hochschule Berlin-Dahlem, er unterrichtete selbst Praktische Theologie, auch nachdem der sogenannte Himmler-Erlass der Bekennenden Kirche jedwede Ausbildung und Prüfung junger Theologen im August 1937 untersagte. Asmussen war Mitunterzeichner der Denkschrift der Deutschen Evangelischen Kirche im Frühjahr 1936 und hielt den Trauergottesdienst für den am 19. Februar 1937 im KZ Sachsenhausen ermordeten Kanzleivorsteher und juristischen Berater der Vorläufigen Kirchenleitung Friedrich Weißler. 1939 wurde gegen Asmussen ein reichsweites Rede- und Predigtverbot verhängt, er stand auf den Fürbittenlisten der BK für die verfolgten Christen. Bis 1941 gehörte Asmussen dem Dozentenkreis und dem Prüfungsgremium an, das unter dem Vorsitz von Martin Albertz theologische Kandidaten examinierte. Daneben wirkte er als Pfarrer in Berlin-Lichterfelde. Im Mai 1941 wurde Asmussen ebenso wie Albertz, Günther Dehn und Vikarin Elisabeth Grauer (1904–1995) verhaftet und am 22. Dezember 1941 durch das Berliner Sondergericht I im sogenannten Prüfungsprozeß zu einer Haftstrafe verurteilt. 1943 holte Bischof Theophil Wurm ihn in die württembergische Landeskirche.

### Theologischer, politischer und beruflicher Weg nach 1945
1945 wurde er als Vorsitzender des Bruderrats der EKD gewählt. Bei der Kirchenführerkonferenz in Treysa im August 1945 wurde er in den Rat der entstehenden Evangelischen Kirche in Deutschland (EKD) gewählt und zum Leiter der Kirchenkanzlei bestimmt, die er an seinem Wohnort Schwäbisch Gmünd aufbaute. Zu historischer Bedeutung gelangte er durch seine Mitwirkung am Stuttgarter Schuldbekenntnis, worin sich die evangelischen Christen zu ihrer Mitschuld an den Verbrechen in der Zeit des Nationalsozialismus bekannten. Von Asmussen und Martin Niemöller konzipiert, wurde es am 19. Oktober 1945 in Stuttgart vom Rat der EKD verabschiedet. 
In den folgenden Jahren überwarf Asmussen sich zunehmend mit Wurm und dem Rat der EKD, weil er eine eigenständigere Rolle des Luthertums innerhalb der EKD forderte. Noch schärfer kritisierte er die von Karl Barth und Niemöller geprägte Haltung des Bruderrats, besonders das Darmstädter Wort von 1947. 1948 wurde er von seinem Amt als Präsident der Kirchenkanzlei entbunden und nicht wieder in den Rat der EKD gewählt. Von 1949 bis 1955 war er Propst in Kiel.
Asmussen, der auch Mitglied der CDU geworden war, kritisierte in den 1950er Jahren den in seinen Augen zu politischen Kurs von weiten Kreisen der evangelischen Kirche. In einer Stellungnahme gegenüber einer Eingabe der Bekenntnis-Bruderschaften an die Synode seiner Kirche rechtfertigte Asmussen die atomare Bewaffnung im Arsenal der NATO-Staaten:

„Wer ‚im Namen des Evangeliums‘ über die Atombombe spricht, kann nicht übersehen, dass die Atombombe eine Strafrute in der Hand Gottes ist.“

In seinem letzten Lebensjahrzehnt engagierte er sich sehr für die Ökumene und näherte sich stark der römisch-katholischen Kirche an (siehe Hochkirchliche Bewegung). 
Asmussen wurde auf dem Parkfriedhof Eichhof bei Kiel beigesetzt.

## Ehrungen
Asmussen erhielt Ehrendoktorwürden der Universitäten von St. Andrews (1939) und Kiel (1949).  
- 1958 Großes Bundesverdienstkreuz

## Schriften (Auswahl)
- Aufsätze, Briefe, Reden. 1927–1945, Itzehoe: „Die Spur“ Herbert Dorbandt 1963, darin:
  - 1927: Finitum capax infiniti
  - 1931: Die Bekenntnisschriften der Evangelisch-Lutherischen Kirche in der Kirche unserer Zeit
  - 1931/32: Der Konfirmandenunterricht
  - 1934: Christenlehre
  - 1934: Bekenntnis und Synode
  - 1934: Lutherisches Bekenntnis heute
  - 1936: Die biblische Lehre von der Erbsünde
  - 1936: Karl Barth und die Bekennende Kirche
  - 1937: Abendmahlsgemeinschaft. Consensus de doctrina evangelii?
  - 1940: Unsere Toten in der Hand Christi
  - 1940: Brief an Dr. Fürle (23.11.1940)
  - 1942: Brief an Visser 't Hooft (13.12.1942)
  - 1944: Vom Hochheiligen Sakrament des Altars
  - 1945: Die Stunde der Kirche
- Aufsätze 1: 1927–1934 (Leben und Werk III,1), Berlin 1976 (ISBN 3-87126-226-9), darin:
  - 1927: Finitum capax infiniti
  - 1930: Der Brief an die Hebräer
  - 1930: Das Leben eines Christen
  - 1931: Die Bekenntnisschriften der Evangelisch-Lutherischen Kirche in der Kirche unserer Zeit
  - 1931: Die Ehe im Lichte des Gottesverhältnisses
  - 1931: Das praktische Amt und der Nationalsozialismus
  - 1931: Kommt der Kommunismus?
  - 1931/32: Der Konfirmandenunterricht
  - o. J.: Das Alte Testament und seine Beleuchtung durch Juden, Judengenossen und Völkische (online auf geschichte-bk-sh.de)
  - 1933: Konfessionalität und politische Haltung
  - 1934: Christenlehre
  - 1934: Bekenntnis und Synode
  - 1934: Vortrag über die Theologische Erklärung zur gegenwärtigen Lage der Deutschen Evangelischen Kirche
  - 1934: Lutherisches Bekenntnis heute
  - 1934: Kirche Augsburgischer Konfession
- Kleine Schriften (Leben und Werk IV), Berlin 1973 (ISBN 3-87126-129-7), darin:
  - 1928: Die Not des Landvolkes
  - 1934: Kreuz und Reich
  - 1938: Die Einfalt und die Kirche
  - 1948: Das Sakrament
  - 1950: Maria – die Mutter Gottes
  - 1960: Wege zur Einheit
  - 1961: Einübung im Christentum
  - 1964: Das Geheimnis der Liebe
- Zwischen den Zeiten:[6]
  - 1927: Finitum capax infiniti
  - 1928: Die Rechtfertigung als Befreiung vom Gesetz
  - 1928: Über lutherische Lehre. Eine Auseinandersetzung mit Werner Elert
  - 1930: Die Botschaft von Lausanne und Jerusalem
  - 1933: Konfessionalität und politische Haltung
- Die Offenbarung und das Amt. 1932, 2. Aufl. 1934.
- Politik und Christentum. Hanseatische Verlagsanstalt, 1933.
- Die Gemeindekirche:
  - Heft 2: Bekenntnis und Synode, 1934.
  - Heft 3: Der Bischof der Gemeinde, 1934.
  - Heft 4: Lutherisches Bekenntnis heute, 1934.
- Christenlehre. 1934, 6. Aufl. 1946.
- Die Seelsorge. Praktisches Handbuch über Seelsorge und Seelenführung. 1934, 4. Aufl. 1937.
- Theologisch-kirchliche Erwägungen zum Galaterbrief, München: Chr. Kaiser, 1934, 2. Aufl. 1935.
- Theologische Existenz heute:
  - Heft 16: Kirche Augsburgischer Konfession!, 1934.
  - Heft 24: Barmen!, 1935. Digitalisat, Landeskirchliches Archiv Stuttgart
  - Heft 31: Theologie und Kirchenleitung Johs. 15.3, 1935.
  - Heft 41: Gottesgebot und Menschengebot, 1936.
  - Heft 49: Sola Fide – das ist lutherisch! I, 1937.
  - Heft 50: Sola Fide – das ist lutherisch! II, 1937; darin: Das Volk Israel (Röm. 10,18–11,29) (online auf geschichte-bk-sh.de)
  - Heft 56: Die Einfalt und die Kirche, 1938.
- Gottesdienstlehre, Drei Bände, 1936/1937
  - Bd. 1: Die Lehre vom Gottesdienst
  - Bd. 2: Das Kirchenjahr
  - Bd. 3: Ordnung des Gottesdienstes
- Warum noch Lutherische Kirche? Ein Gespräch mit dem Augsburgischen Bekenntnis. 1949.
- Das Sakrament. 1957.
- Tradition. Von der Landeskirche Schleswig-Holsteins zur Urkirche, Itzehoe: Verlag „Die Spur“ 1961.
- Zur jüngsten Kirchengeschichte. Anmerkungen und Folgerungen, Stuttgart: Evangelisches Verlagswerk 1961.
- Die Heilige Schrift. Sechs Kapitel zum Dogma von der Kirche, Berlin: Verlag „Die Spur“ Herbert Dorbandt 1967.
- Christliche Lehre anstatt eines Katechismus. Lutherisches Verlagshaus, Berlin 1968.